# Niwiska (Basses-Carpates)
Pour les articles homonymes, voir Niwiska.
Niwiska est un village du sud-est de la Pologne.

## Situation
Niwiska fait partie du powiat de Kolbuszowa, dans la voïvodie des Basses-Carpates.
Le village est peuplé d’environ 1 560 habitants. Il est situé sur la rivière Odrzna, 45 km au nord-ouest de Rzeszów, et il est traversé par la route (Kolbuszowa-Tuszyma), par la route (Kosowy-Kamionka-Sędziszów) et par la route (Niwiska-Przedbórz).

## Histoire
Le village de Niwiska a été fondé en 1575 à l’intérieur des biens appartenant à Stanisław Tarnowski du blason Leliwa sur le terrain des “forêts infranchissables” de la Forêt vierge de Sandomierz. En 1593 Zofia Tarnowska a fondé à Niwiska la paroisse succursale dépendant de la paroisse maternelle de Rzochów avec l’église en bois de Saint Nicolas à Wzgórze Piaskowe. À part Niwiska, appartenaient à cet arrondissement pastoral : Hucisko, Hucina, Trześń, Zapole, Huta, Poręby Kamieńskie et Leszcze. D’après l’ancienne mention, Niwiska devait être le lieu de l’apparition de Saint Nicolas. L’école paroissiale a été fondée en 1602, l’hôpital devant 1728.
Seconde Guerre mondiale : L'occupation allemande de Niwiska commence avec l'armistice du 8 septembre 1939 et s'achève avec la libération du territoire en 1944. De 1943 à 1944, le village voisin Blizna fut une station expérimentale de l'armée allemande pour les fusées V1 et V2. Après le 3 août 1944, l’Armée rouge a fondé à Niwiska un hôpital militaire et un aéroport soviétique qui y existaient jusqu’à la fin de la guerre.

## Principales attractions touristiques
- Le manoir entouré d'un parc construit dans la seconde moitié de XIXe siècle.
- L’église paroissiale saint Nicolas (1880) et la chapelle (1874) au cimetière.